# Avraham Yosef Shapira
Avraham Yosef Shapira fue un político y empresario israelí. Nacido en Rumania en 1921.

## Historia
Shapira asistió a la yeshivá Kokhav MeYaakov en Trzebinia (Voivodato de Pequeña Polonia) y más tarde obtuvo su certificado como maestro. Hizo Aliá a Eretz Israel en 1949 y comenzó a trabajar con su padre, un peletero. En 1959 compró una fábrica de alfombras, Carmel Carpets, en Or Akiva. En su apogeo, la empresa empleaba a 1.600 empleados y tenía una facturación anual de 500 millones de dólares. Se unió a Agudat Yisrael y se convirtió en presidente de su sucursal en Tel Aviv. Fue elegido miembro de la Knéset en la lista del partido en 1981 y se convirtió en presidente de la coalición gobernante. Fue reelegido en 1984, tras lo cual presidió el Comité de Finanzas. También se desempeñó como presidente del comité directivo del Banco de Israel, ejerciendo una fuerte influencia en el estado financiero del país. Perdió su escaño en las elecciones de 1988, pero regresó a la Knéset en 1992 (cuando el partido había formado la alianza Judaísmo Unido de la Torá con Déguel HaTorá). Volvió a perder su escaño en las elecciones de 1996. Murió en 2000 a la edad de 79 años.